# Vasyl Javorskyj
Vasyl Javorskyj, cyrilicí Василь Яворський, německy Basil Jaworski (21. listopadu 1852 Javora – 28. května 1926 Nowy Sącz), byl rakouský politik ukrajinské (rusínské) národnosti z Haliče, na počátku 20. století poslanec Říšské rady.

## Biografie
Studoval práva na Lvovské univerzitě. Pracoval jako právník a úředník v Berežanech. Byl veřejně a politicky aktivní v ukrajinském národním hnutí. Podporoval organizaci Sič. Po roce 1905 vedl delegaci Siče k ministerskému předsedovi Maxovi Wladimiru von Beckovi s ukrajinskými stížnostmi. Publikoval v listech Ruthenische Revue a Ukrainische Rundschau ve Vídni.
Působil i jako poslanec Říšské rady (celostátního parlamentu Předlitavska), kam usedl ve volbách do Říšské rady roku 1901 za kurii venkovských obcí v Haliči, obvod Berežany, Rohatyn, Pidhajci.
V roce 1901 se uvádí jako nacionální rusínský kandidát. Zasedal pak v parlamentním Rusínském klubu.
Po roce 1907 žil v Nowém Sączu, kde založil Lemskou banku, učitelský ústav a pobočku organizace Prosvita. Podílel se také na práci ukrajinské řeckokatolické církve.